# Comuna Siliștea, Brăila
Siliștea (în trecut, Nazâru) este o comună în județul Brăila, Muntenia, România, formată din satele Cotu Lung, Cotu Mihalea, Mărtăcești, Muchea, Siliștea (reședința) și Vameșu. Populația comunei era la recensământul din 2002 de 1881 de persoane.

## Așezare
Comuna se află în nordul județului, pe malul stâng al Siretului, râu ce formează limita cu județul Galați. Este străbătută de șoseaua națională DN23, care leagă Brăila de Focșani.

## Demografie
Componența etnică a comunei Siliștea
     Români (74,06%)
     Alte etnii (0%)
     Necunoscută (25,94%)
Componența confesională a comunei Siliștea
     Ortodocși (70,51%)
     Penticostali (2,87%)
     Alte religii (0,48%)
     Necunoscută (26,14%)
Conform recensământului efectuat în 2021, populația comunei Siliștea se ridică la 1.465 de locuitori, în scădere față de recensământul anterior din 2011, când fuseseră înregistrați 1.638 de locuitori. Majoritatea locuitorilor sunt români (74,06%), iar pentru 25,94% nu se cunoaște apartenența etnică. Din punct de vedere confesional, majoritatea locuitorilor sunt ortodocși (70,51%), cu o minoritate de penticostali (2,87%), iar pentru 26,14% nu se cunoaște apartenența confesională.

## Politică și administrație
Comuna Siliștea este administrată de un primar și un consiliu local compus din 11 consilieri. Primarul, Ilie Efteme[*], de la Partidul Social Democrat, este în funcție din 2012. Începând cu alegerile locale din 2024, consiliul local are următoarea componență pe partide politice:
|  | Partid                          | Consilieri | Componența Consiliului | Componența Consiliului | Componența Consiliului | Componența Consiliului | Componența Consiliului | Componența Consiliului | Componența Consiliului | Componența Consiliului |
|  | ------------------------------- | ---------- | ---------------------- | ---------------------- | ---------------------- | ---------------------- | ---------------------- | ---------------------- | ---------------------- | ---------------------- |
|  | Partidul Social Democrat        | 8          |                        |                        |                        |                        |                        |                        |                        |                        |
|  | Partidul Național Liberal       | 2          |                        |                        |                        |                        |                        |                        |                        |                        |
|  | Alianța pentru Unirea Românilor | 1          |                        |                        |                        |                        |                        |                        |                        |                        |

## Istorie
La sfârșitul secolului al XIX-lea, pe teritoriul actual al comunei Siliștea erau organizate comunele Cotu Lung și Nazâru, în plasa Vădeni a județului Brăila. Comuna Cotu Lung avea în componență satele Cotu Lung, Mihalea, Muchia și Vameșu, iar în ea funcționau o biserică înființată în 1878 de locuitori și o școală mixtă cu 38 de elevi (doar băieți) înființată în 1866. Comuna Nazâru avea în componență satele Nazâru, Jilava, Mucheni și Zagna, cu 907 locuitori. Aici funcționau o biserică ortodoxă zidită de locuitori în 1888 și o școală mixtă cu 25 de elevi înființată în 1876. Numele comunei venea de la denumirea unei dregătorii de funcționar otoman care strângea birurile către Poartă în perioada când comuna făcea parte din Imperiul Otoman.
În 1925, cele două comune făceau parte din plasa Silistraru a aceluiași județ. Comuna Cotu Lung avea în compunere satele Cotu Lung, Cotu Mihalea și Vameșu, cu 859 de locuitori, în vreme ce comuna Nazâru avea în compunere satele Mărtăcești, Muchea și Nazâru, cu o populație totală de 1061 de locuitori. În 1931, în comuna Nazâru a apărut și satul Mucheni, iar satul Vameșu din comuna Cotu Lung a primit, temporar, numele de Iuliu Maniu.
În 1950, cele două comune au fost incluse în raionul Brăila din regiunea Galați. În 1964, comuna și satul Nazâru au primit numele de Siliștea. La reforma administrativă din 1968, comuna Cotu Lung a fost desființată și inclusă în comuna Siliștea, transferată din nou județului Brăila, reînființat.

## Monumente istorice
Singurul obiectiv din comuna Siliștea inclus în lista monumentelor istorice din județul Brăila, ca monument de interes local, este situl arheologic din punctul „Popină”, aflat la 2 km nord-vest de satul Muchea, și la 1 km de poligonul de tragere. Acest sit cuprinde o așezare din perioada Halstatt, aparținând culturii Babadag (fazele I–II).